# 東京学館高等学校
東京学館高等学校（とうきょうがっかんこうとうがっこう）は、千葉県印旛郡酒々井町伊篠にある私立高等学校である。1979年の開校以来、学校法人鎌形学園が運営する。「学館（がっかん）」「東学（とうがく）」などと略称され、系列他校と区別して「学館酒々井（がっかんしすい）」「酒々井（しすい）」などの呼称もみられる。

## 概要
鎌形学園系列他校の東京学館浦安高等学校、東京学館新潟高等学校、東京学館船橋高等学校は当初から男女共学だが、本校は男子教育に期した鎌形剛の強い意向で男子校として開校した。
運営法人が東京都で発足したことから、本校は校名に東京を冠する。のちに法人本部は浦安高等学校内へ移転した。
開校当初は大学設置を計画し、付属校を予定して入学者から寄付金を徴収したが、大学設置計画は文部省審査基準を満たせずに廃止する。
開校当初の校章は、T（＝Tokyo）とG（＝Gakkan）の背景に葦を組み合わせたが、のちに背景を創立者鎌形の家紋である橘に変更する。
「自主・自学」を建学精神とする。
2000年にオークランドの中高一貫男子校 St. Kentigern Collegeと提携する。
2008年7月9日に千葉科学大学と提携する。教員と生徒らが授業受け入れ、課外部活動、施設利用、指導者派遣など相互に交流する。2009年度入学試験から教育提携校選抜入試で特別措置を享受する。

## 設置学科
- 普通科
  - 総合進学コース　
    - スポーツ専攻
    - 文理専攻

  - 特進コース
  - S特進コース

## 沿革
- 1979年
  - 2月21日 - 設立許可（全日制普通科）
  - 4月1日 - 開校
  - 6月13日 - 創立記念式典挙行
- 1981年10月23日 - 全日制体育科設置
- 1995年4月1日 - 普通科のみ男女共学化
- 2002年4月1日 - 体育科を普通科スポーツコースに改編
- 2003年4月1日 - 2学期制を導入

## 部活動

### 体育系
- 野球部
- サッカー部
- 陸上競技部
- 柔道部
- 剣道部
- ラグビー部
- 男子バレーボール部
- 女子バレーボール部
- テニス部
- バスケットボール部
- 卓球部
- バドミントン部
- ダンス部
- ハンドボール部
- 体操部

### 文化系
- 軽音楽部
- 吹奏楽部
- 美術部
- 写真部
- 書道部
- 囲碁部
- 将棋部
- 演劇部
- 茶華道部
- PSC（物理部）
- ESS（英会話部）

### 同好会
- フットサル同好会
- ボランティア同好会
- ロックバンド同好会
- メイキング同好会
- マンガ研究同好会
- 歴史さんぽ同好会

## 委員会

### 常任委員会
- 放送委員会
- 風紀委員会
- 出版委員会
- 美化委員会
- 厚生委員会
- 図書委員会
- 保健体育委員会
- 応援委員会
- 文化部委員会
- 運動部委員会

### 非常任委員会
- 選挙管理委員会
- 学館祭実行委員会（文化祭実行委員会）

## 交通[1]
- 京成本線宗吾参道駅徒歩約7分（西門利用の場合）
- JR東日本成田線酒々井駅徒歩約30分、スクールバス約5分
- 北総線方面、JR四街道駅方面からスクールバス運行。

## 著名な出身者
- 相川亮二 - 元プロ野球選手、横浜DeNAベイスターズ・バッテリーコーチ
- 粟飯原龍之介 - 横浜DeNAベイスターズ・内野手
- 石井弘寿 - 元プロ野球選手、東京ヤクルトスワローズ・投手コーチ
- 島崎毅 - 元プロ野球選手、北海道日本ハムファイターズ・投手コーチ
- 市原充喜 - アルビレックス新潟シンガポールFW
- 岩田正太 - 元ザスパ草津、明海大学FW
- 三崎和雄 - 元総合格闘家、GRABAKA所属
- 白鳥文平 - SASUKEオールスターズメンバー（印旛村役場（現印西市役所印旛支所）勤務）
- の子 - ミュージシャン・神聖かまってちゃん（中退）
- mono - ミュージシャン・神聖かまってちゃん
- AZUMA - キックボクサー・NJKFBONITABOXEOフェザー級王者 y-park所属
- 工藤阿須加 - 俳優
- 菅谷哲也 - 俳優、タレント
- 鈴木信行 - 葛飾区議会議員、日本国民党代表（中退）
- 高木琢也 - 美容師
- 4代目三遊亭金朝 - 落語家
- 木村泰斗 - 俳優
- 所一重 - 元多古町長
- 藤井創太 - 競技ダンサー、社交ダンサー

## 関連校
- 系列校
  - 東京学館船橋高等学校
  - 東京学館浦安高等学校
  - 東京学館新潟高等学校
- 教育提携校
  - 千葉科学大学